# 대자보
대자보(大字報)는 중국에서 의견을 주장하기 위해 벽에 걸었던 벽보로, 벽신문이라고도 불렸다.
1980년대에 대한민국에서는 주로 대학생들이 대자보를 게시판에 붙여 학내 여론 형성에 이용하였다. 2010년대 초에는 대학생들이 의견을 표출하기 위해 사용하여 화제가 되기도 하였다.

## 같이 보기
- 안녕들 하십니까
- 전단지